# Santa Cruz de Paniagua
Santa Cruz de Paniagua este un oraș din Spania, situat în provincia Cáceres din comunitatea autonomă Extremadura. Are o populație de 372 de locuitori.
1. ↑  Nomenclátor Geográfico de Municipios y Entidades de Población (20240402 edition)